# Deborah Steiner
Deborah Steiner (* 27. Juni 1960), auch Deborah Tarn Steiner, ist eine US-amerikanische Klassische Philologin.

## Leben
Sie wuchs in England als Tochter von George und Zara Steiner auf und schloss ihr Studium in Harvard, Oxford und an der University of California, Berkeley ab. Sie unterrichtet seit 1994 als John Jay Professor of Greek and Latin, Classics an der Columbia University.
Ihre Forschungsinteressen umfassen homerische Poesie, das frühe Symposion, Chortanz in Kunst und Poesie und die archaische Fabel.

## Schriften (Auswahl)
- The Crown of song. Metaphor in Pindar. London 1986, ISBN 0-7156-2079-7.
- The tyrant’s writ. Myths and images of writing in ancient Greece. Princeton 1994, ISBN 0-691-03238-6.
- Images in mind. Statues in archaic and classical Greek literature and thought. Princeton 2001, ISBN 0-691-04431-7.
- als Herausgeberin: Homer: Odyssey. Books XVII–XVIII. Cambridge 2010, ISBN 0-521-67711-4.